# Уейв Рок
Уейв Рок е скално образувание, близо до град Ксидън, в периферията на зърнопроизводителния район в Западна Австралия. Надвиснал над околната равнина от височина 15 м. Скалата дължи името си на приликата с огромна вълна, вкаменила се преди да залее брега. Дължината на Уейв Рок е 100 м.
Скалата се издига сред суха и твърда камениста земя, но вероятно в миналото (преди около 2700 милиона години) е била частично заровена в нея. Просмукващата се в земята вода е отмила долната част на отвесната скала. По-късно горният слой почва бива отнесен и вятърът става фактор за дооформянето на Уейв Рок.